# Magneuptychia ocnus
Magneuptychia ocnus är en fjärilsart som beskrevs av Butler 1866. Magneuptychia ocnus ingår i släktet Magneuptychia och familjen praktfjärilar. Inga underarter finns listade i Catalogue of Life.